# Елмунд (король Кенту)
Елмунд (давн-англ. Ealhmund; ? — близько 785) — король Кенту у 784—785 роках.

## Життєпис
Походив з Вессекської династії. Син Ефи та праправнук Кутреда, короля Вессексу. Його мати походила з Ескінгів — правлячої династії Кенту. Про молоді роки нічого невідомо.
У 784 році після смерті або загибелі короля Еґберта II, стрийко Еомунда — король Західного Кенту Геберт — зробив того королем Східного Кенту. З письмових джерел Елмунд відомий по єдиній хартії від 784 року, за якою король дарував землю монастирю в Рекалвері.
У 785 році після смерті Герберта став королем Західного Кенту. Тим самим після 725 року об'єднав Кент в єдине королівство. Цим занепокоївся Оффа, король Мерсії, що боявся втратити вплив на цю державу. Того ж року мерсійське військо вдерлося до Кенту, завдавши поразки Елмунду, який загинув. Новим королем став Оффа, який приєднав Кент до Мерсії.

## Родина
1. Дружина (ім'я невідоме)
Діти:
- Альбурга

2. Дружина — донька Етельберта II, короля Кенту
Діти:
- Еґберт, король Вессексу